# El Carmen, Santa Inés del Monte
El Carmen är en ort i Mexiko.   Den ligger i kommunen Santa Inés del Monte och delstaten Oaxaca, i den sydöstra delen av landet, 400 km sydost om huvudstaden Mexico City. El Carmen ligger 1 642 meter över havet och antalet invånare är 395.
Terrängen runt El Carmen är varierad. Runt El Carmen är det ganska tätbefolkat, med 172 invånare per kvadratkilometer. Närmaste större samhälle är Oaxaca de Juárez, 19,5 km nordost om El Carmen. Omgivningarna runt El Carmen är en mosaik av jordbruksmark och naturlig växtlighet.